# Časopis Matice moravské
Časopis Matice moravské je odborný historický časopis s dlouholetou tradicí vydávaný Maticí moravskou. Byl založen v roce 1869 a s krátkými přestávkami (1883–1890, 1941–1942, 1944–1945) vychází až dodnes. Časopis vychází dvakrát ročně a přispívají do něj přední odborníci nejen z Česka, ale i z Evropy. Už od doby první republiky je časopis recenzovaným periodikem.
Hlavními redaktory časopisu v minulosti byli významní historikové jako Vincenc Brandl, František Kameníček, Otakar Odložilík, Jindřich Šebánek, Jan Janák aj.